# سوآوینا (بفاتو)
سوآوینا (به لاتین: Soavina) یک منطقهٔ مسکونی در ماداگاسکار است که در ناحیه بتافو واقع شده‌است. سوآوینا ۲۰٬۰۰۰ نفر جمعیت دارد و ۱٬۳۳۵ متر بالاتر از سطح دریا واقع شده‌است.